# Burg Culan

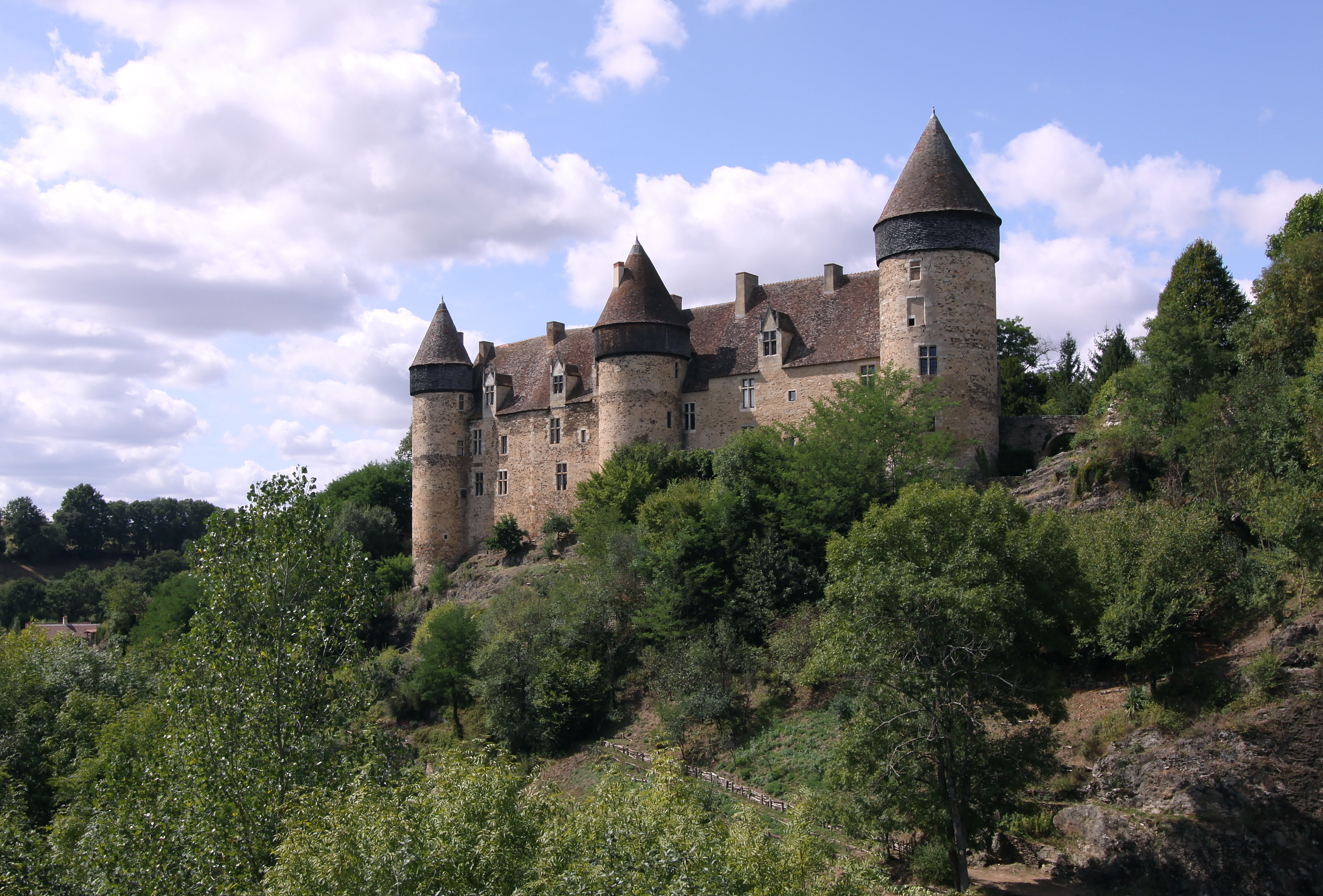
Die Burg Culan, Außenansicht

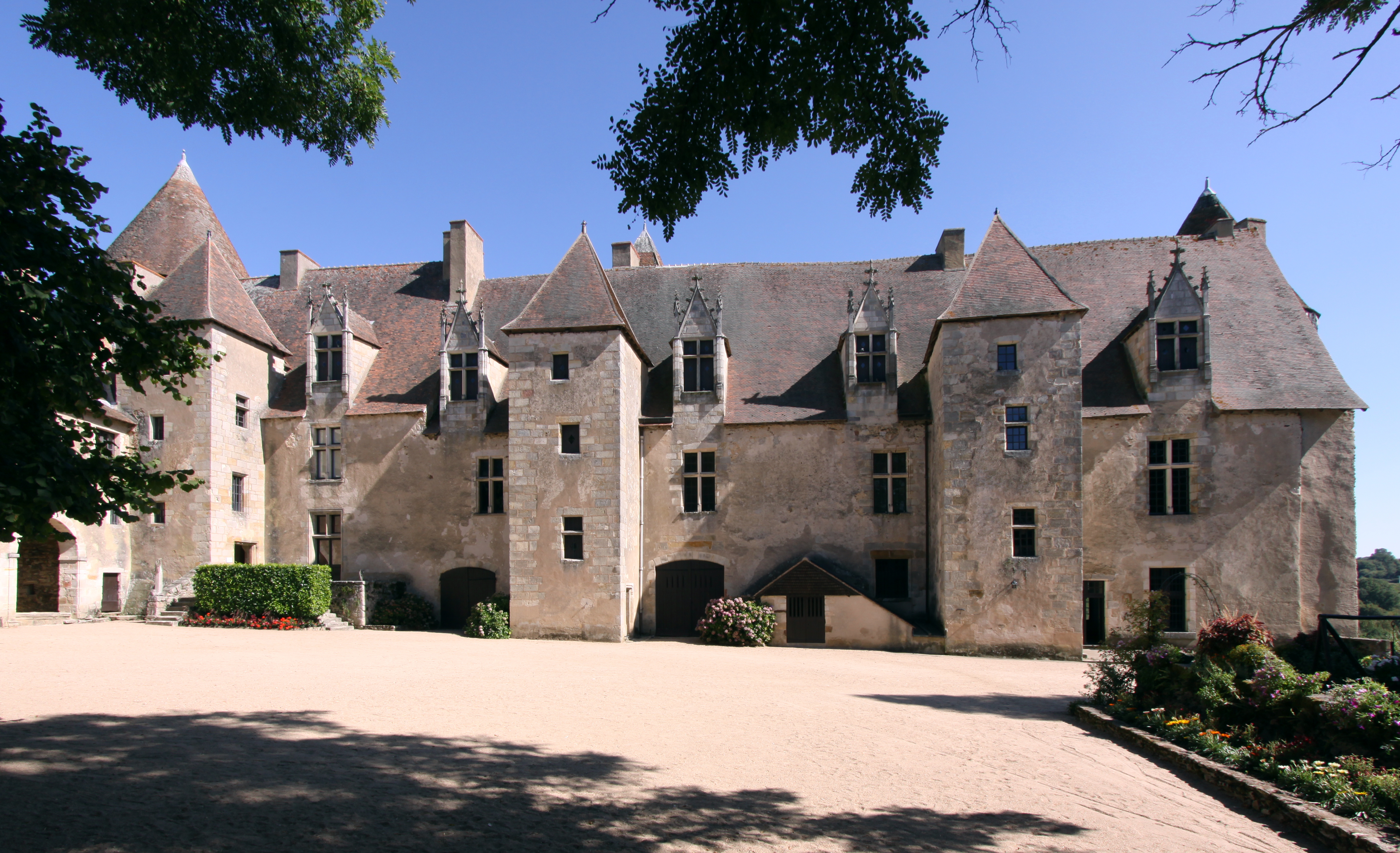
Hofseite

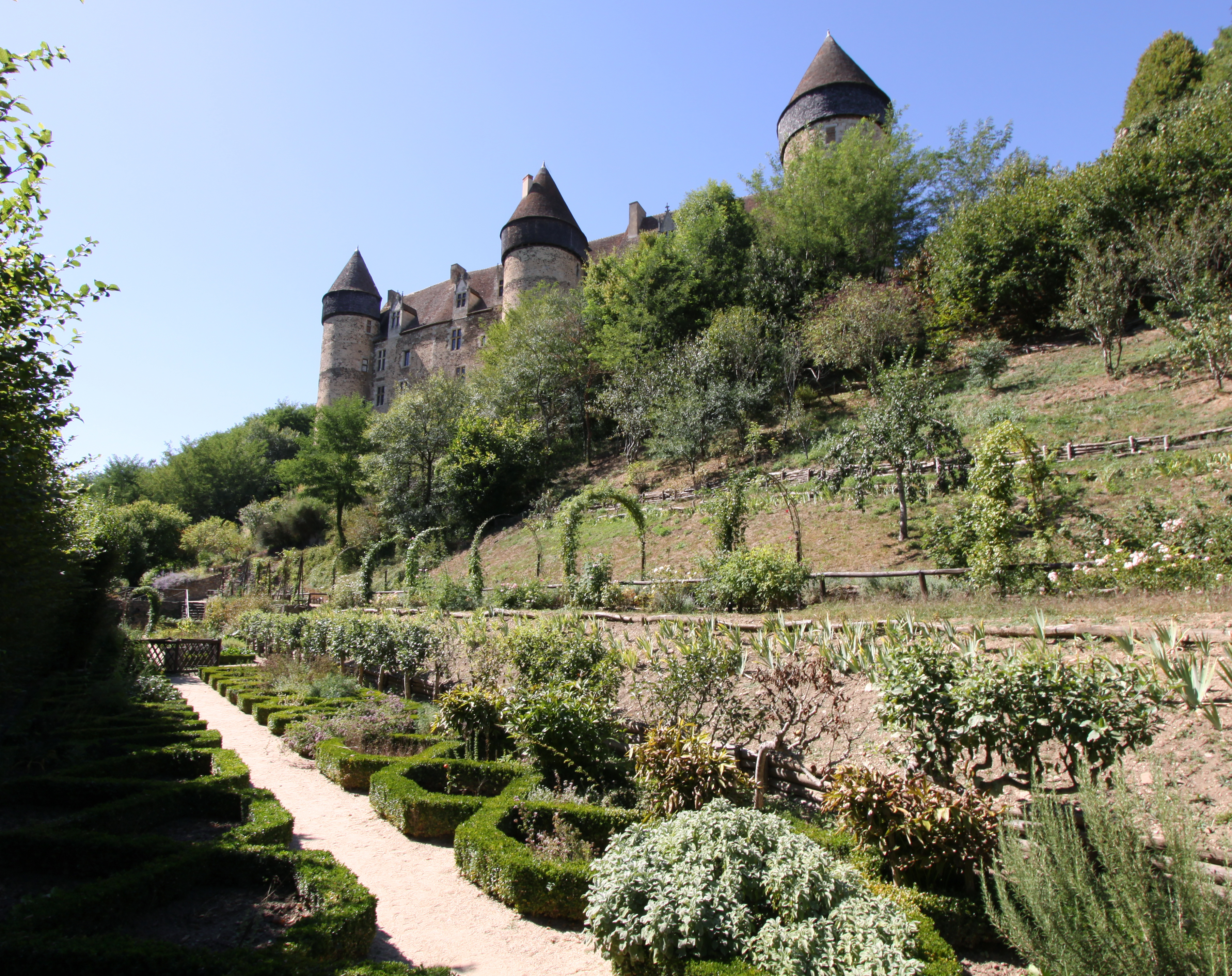
Gartenanlage

Die Burg Culan liegt in der französischen Gemeinde Culan im äußersten Süden des Départements Cher in der Region Centre-Val de Loire. Die mittelalterliche Befestigung steht auf einem felsigen Gebirgsvorsprung über dem Tal des Arnon.

## Geschichte
Das Anfang des 12. Jahrhunderts als Nachfolger einer hölzernen Anlage errichtete zweite Festungsbauwerk wurde 1188 von König Philippe Auguste im Krieg gegen den englischen König Henri II. Plantagenêt belagert und zerstört. Das heutige Gebäude mit Renaissance-Anbauten geht auf das 13. Jahrhundert zurück und wurde bis ins 15. Jahrhundert erweitert und verändert.
1582 sahen sich die Barone von Culan gezwungen, die Burg zu verkauften, und 1600 gelangte das Anwesen in den Besitz des Herzogs von Sully (1599–1621). Später war Louis II. de Bourbon, prince de Condé, der Besitzer. Während der mit der Fronde zusammenhängenden Geschehnisse ließ Jules Mazarin, Widersacher Condés, die Schutzwälle der Burg abtragen. Ab Ende des 17. Jahrhunderts gehörte der Besitz der Familie La Tour d’Auvergne und dem Prinzen von Croÿ, letzter Baron von Culan. Während der Französischen Revolution wurden die Ländereien der Burg unter mehreren Familien aufgeteilt und die Anlage als Nationaleigentum verkauft.
Mehrere berühmte Gäste machten im Laufe der Zeit hier Station: Jeanne d’Arc, Ludwig XI., Sully, Madame de Sévigné, die Schriftstellerin George Sand und der Komponist Frédéric Chopin.

## Architektur
Die Fassade von Burg Culan ist 80 Meter lang und wird von drei mächtigen Rundtürmen unterteilt, deren Dachverkleidung einmalig in Frankreich ist. In den herrschaftlichen Salons gibt es einige schöne Kamine aus dem 15. Jahrhundert. Am Fuße der Burg befinden sich ein Kräutergarten und ein Rosengarten.
Teile der aktuellen Gebäude sind seit 1956 als Monument historique klassifiziert und wurden zwischen 1950 und 1980 restauriert. Die Anlage steht Besuchern offen. Nahe der Burg gibt es in den steilen Gassen einige mittelalterliche Häuser sowie die Pfarrkirche Nôtre-Dame, die dem Heiligen Vincent gewidmet ist.